# Цветочная плесень клевера
Цвето́чная пле́сень кле́вера — болезнь клевера, вызываемая грибком ботритис цветолюбивый (Botrytis anthophyla). Поражает как дикие виды, так и культурные сорта, наносит урон семеноводству.

## Развитие болезни
Заражение спорами (конидиями) гриба осуществляется ветром или насекомыми при опылении, мицелий способен прорастать в стебли растения и проникать в здоровые цветки.
Внешне растения остаются здоровыми, болезнь можно обнаружить только изучив с помощью лупы вскрытые цветки: тычинки их отмирают, перестают производить пыльцу и покрываются налётом из конидий гриба. Затем мицелий проникает в завязь и семена, которые становятся щуплыми и частично погибают. В выживших заражённых семенах гриб зимует в виде мицелия, и такие семена дают больные растения, в которых вместо пыльников развиваются спороношения гриба.

## Меры борьбы
- Сортировка семян, удаление заражённых
- Протравливание семян фунгицидами
- Скашивание дикорастущих клеверов до цветения